# パーヴェル・ヤブロチコフ

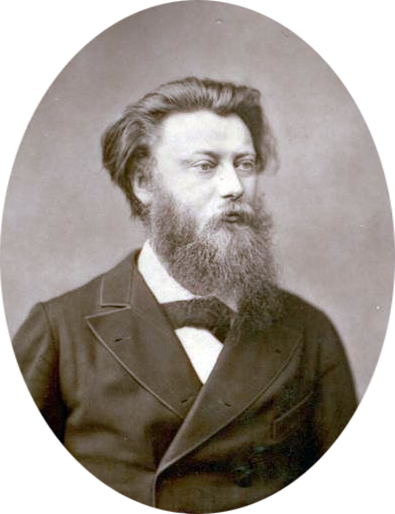
パーヴェル・ヤブロチコフ

パーヴェル・ニコライェヴィチ・ヤブロチコフ（Павел Николаевич Яблочков、ラテン翻字例：Pavel Nikolayevich Yablochkov、1847年9月14日〈旧暦9月2日〉 - 1894年3月31日〈旧暦5月19日〉）はロシアの電気技術者、そして実業家である。「ヤブロチコフの蝋燭」（炭素棒アーク灯の一種）の発明者として知られる。

## 経歴と業績
サラトフ州出身。ムィコラーイウ工科大学で軍事工学を学んで1866年に卒業。1869年にはサンクトペテルブルクのガルヴァーニ電気技術専門学校を卒業した。陸軍で兵役に服した後、モスクワへ行き、モスクワ＝クルスク間鉄道社の電信局長に任命された。彼は電気工学の実験をするための工房を開設した。これは彼が後に電気照明、電気仕掛けの機械、ガルヴァーニ電池、蓄電池などの分野で発明と改良を成し遂げる基盤となった。

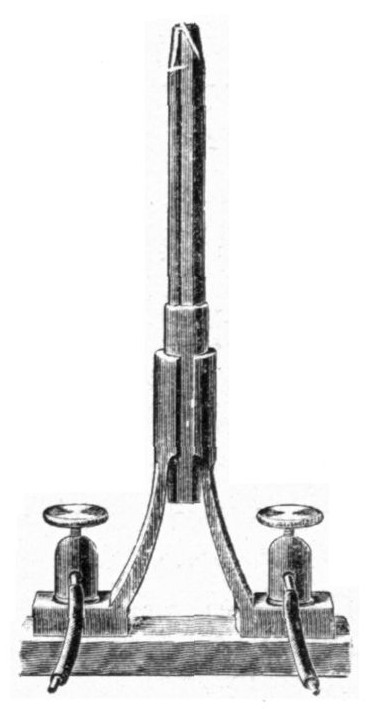
ヤブロチコフの蝋燭

ヤブロチコフの代表的な発明は、世界初の実用的なアーク灯である。従来のアーク灯は電源装置に加えて、それ以上に煩雑なメカニズム（電極間の距離を調整する機構）を必要としていたが、彼のアーク灯ではその機構が排されたのである（後述）。彼はパリに行き、「電気ロウソク」のサンプルを作り特許を取得した（フランスでの特許№ 112024, 1876）。彼がゼノブ・グラムの直流発電機を単相交流発電機に作り変え、それを電源として自分のアーク灯を一つの完成された電気照明システムと言えるまでに洗練したのは、パリでのことであった。ヤブロチコフ・システムが初めて公共の場で使われたのは1887年10月のことで、6つのアーク灯が据え付けられ、ルーヴルのマレンゴ市場を照明した。1880年までには、このシステムは120のランプを備えるようになり（一度に点灯可能なのは84）、二年半のあいだ毎晩運用された。
ヤブロチコフにとって、1878年のパリ万国博覧会は自らの発明を世界に見せ付ける絶好の機会であった。Z・グラムの宣伝活動も功を奏し、オペラ座大通りの半マイルに渡って64個のアーク灯を設置することに成功した。1878年2月に初点灯。ヤブロチコフの蝋燭は高電圧を必要とした。また7マイルもの回路に送電して点灯することは、成功に漕ぎ着けてからまだ日が浅かった。ヤブロチコフの蝋燭は、グラム式発電機が一つで済むという点でロンタン＝セラン式アーク灯（Lontin-Serrin regulator arc lights）より優れていた。パリ競馬場にあった20基のセラン灯と20基の発電機は、1880年から（2年の歳月をかけてその性能が試験された）68基のヤブロチコフ・キャンドルと3基の発電機に取り替えられていった。1878年のパリ万博での宣伝効果はガス会社の経営を悪化させ、それがやっと回復したのは1880年のことであった。フランス、イギリス、アメリカの実業家たちはヤブロチコフの特許の使用権を得るべく奔走した。
アーク灯に関する特許の一部として、ヤブロチコフはファラデーの電磁誘導の法則を利用し、継続的に高圧電流を得る方法を述べた。すなわち一次コイルが交流電源につながれ、二次コイルが数個の「ロウソク」に接続されたのである。当時は注目されなかったが、変圧器を用いて同じ交流回路から違う電圧を得ることは、今日の送電・配電システムの先がけとなるものであった。特許の文面ではこの仕組みを以下のように述べている。「単一の電源により、複数の電灯を異なった明るさで光らせることを可能にする」。1879年、ヤブロチコフは「発明家ヤブロチコフ電気照明会社」を設立し、ペテルブルクで軍艦および工場用の電気照明器具を生産した。
1880年代の半ばから、ヤブロチコフは発電の問題に専念するようになった。彼は今日のコイルの特徴の多くを備えた「電磁気発電装置」を建造した。ヤブロチコフは化石燃料の化学的エネルギーを電気エネルギーに変換する方法について、広範な研究を行なった。アルカリン電解液を使ったガルヴァニ電池を考案し、再充電可能な電池（二次電池）を作り出した。
ヤブロチコフは電気工学展覧会（ロシア：1880および82年。パリ：1881および89年）に参加した。また第一回電気技師国際大会議にも出席した。1947年、ソ連政府は電気工学の分野における優れた業績に対して「ヤブロチコフ賞」という賞を設けた。
月の裏側には、彼の名に因んだクレーター、ヤブロチコフ（Yablochkov）が存在する。

## ヤブロチコフの蝋燭
既存のアーク灯は発電装置に加え、電極棒間の距離を保つために複雑な機械仕掛けを必要とした（電極棒は使用によって消耗するが、放電の仕方を一定に保つためには電極間の距離を一定に保たなければならない）。「ヤブロチコフの蝋燭」においてそれを廃するために取られた改良点は、基本的には「電源に交流を使用する」、「2本の電極棒を平行に据える」という二点の単純な変更のみである。この二点によって距離調整機構が不要となる理由は、まず交流の使用によって両電極は平等となり、電極棒間は平行なので2本が同じペースで消耗する分にはその先端同士の距離も変わらず、いわば電極棒の先端間の距離が自発的に保たれるからである。
なおかつ、電極棒の先端以外で放電が起こらないよう、電極棒間に石灰のような適度に熱に弱い絶縁体が挟まれた。この充填物は先端以外の部分では両電極間を絶縁するが、電極棒が消耗してゆく（電極棒の先端部すなわち放電部が下がってゆく）につれて、先端部（放電している部分）の熱でそこに近い部分から徐々に揮発してゆくため、各時点での先端部における放電を妨げることはない。
ヤブロチコフの蝋燭は最初の実用的電気照明であると共に、交流電源の最も初期の実際的利用の例でもあった。